# Rymosia akeleyi
Rymosia akeleyi är en tvåvingeart som beskrevs av Oskar Augustus Johannsen 1912. Rymosia akeleyi ingår i släktet Rymosia och familjen svampmyggor.
Artens utbredningsområde är Alberta. Inga underarter finns listade i Catalogue of Life.